# 京急川崎駅
京急川崎駅（けいきゅうかわさきえき）は、神奈川県川崎市川崎区砂子1丁目にある、京浜急行電鉄（京急）の駅である。駅番号はKK20。

## 乗り入れ路線
- 京浜急行電鉄 - 駅番号「KK20」
  -  本線 - 一部の列車は当駅を始発・終着としている。
  -  大師線 - 当駅を起点としている。

## 歴史
- 1902年（明治35年）9月1日 - 川崎駅（2代目）として開業[1]。
- 1925年（大正14年）11月1日 - 鉄道省川崎駅と混同を避けるため京浜川崎駅に改称。
- 1966年（昭和41年）12月10日 - 本線が高架化、大師線の新ホーム供用開始。
- 1987年（昭和62年）6月1日 - 京急川崎駅に改称[2]。
- 1999年（平成11年）7月31日 - 白紙ダイヤ改正が実施される。これにより、京成電鉄線および都営浅草線からの直通急行がすべて羽田空港駅（現：羽田空港第1・第2ターミナル駅）発着になり、通常時のダイヤから当駅発着が消滅。これに伴い本線は、京急蒲田以南横浜方面新逗子駅（現：逗子・葉山駅）までの急行運転が廃止され、代替として普通が増発される。
- 2002年（平成14年）10月12日 - 日中の横浜方面 - 羽田空港間直通運転開始に伴い、品川方面快特と羽田空港方面特急の分割・併合が行われるようになる。また、品川方の引き上げ線は下り本線から直接進入できるよう改良される。
- 2008年（平成20年）12月20日 - 本線のホームに接近メロディを導入。「上を向いて歩こう」が採用される（詳細後述）。
- 2010年（平成22年）5月16日 - ダイヤ改正により新設されたエアポート急行の停車駅となる。それと同時に、特急の分割・併合が廃止。
- 2020年（令和2年）
  - 4月25日 - 4・5番線でホームドアの使用を開始[3]。
  - 6月25日 - 6・7番線でホームドアの使用を開始[4]。
- 2024年（令和6年）11月23日 - ダイヤ改正により「イブニング・ウィング号」の停車駅となる（乗車専用）[5]。

## 駅構造
当駅は二層構造になっており、1階は改札口および大師線のホームが、2階に本線のホームがある。
- 大師線：2面2線の頭端式ホームとなっており、1 - 3番線を使用する。2・3番線は同一の線路を共有している。2番線は降車専用ホームであるが、混雑時以外は3番線からの乗降となる。通常は2・3番線から発着するが、折り返し回送となる列車については1番線に到着する場合もある。2011年までは、正月に川崎大師への初詣客で混雑する際、1番線を使用したり、3番線を降車ホーム、2番線を乗車ホームとする場合もあった。その際2番線の「降車専用ホーム」の案内板は、「乗車専用ホーム」と表示が変えられていた。この他貸切列車の発着や車両展示イベントで1番線を使用する場合もある。大師線ホームでは駅自動放送による案内が行われている。
- 本線：高架上にある島式ホーム2面4線であり、付番は大師線からの続きで4 - 7番線である。普通電車と一部の急行は優等列車の緩急接続を行うため、5・6番線を快特・特急・待避しない急行、4・7番線を主に普通と待避する急行が使用する。待避しない普通は5・6番線の本線に入線する。また、一部の快特と特急は4番線に入線する（後述）。自動放送はなく、駅員による案内が行われている。
- 下り線で12両編成で運行される特急は、次に停車する神奈川新町駅のホーム有効長が8両編成分しかないことから、当駅で後ろ4両を回送にした上で、神奈川新町で切り離す。一部列車は後ろ4両を当駅で切り離して停止位置を変更し、当駅から先は種別を普通に変更して運行する。
- 京急蒲田駅が高架化されるまでは、毎年1月3日に東京箱根間往復大学駅伝競走（箱根駅伝）復路における空港線第一京浜踏切の遮断時間を短縮するためにダイヤ変更を実施していたため、横浜方面からの羽田空港発着列車は上下とも品川発着に、品川方面からの羽田空港発着列車は当駅発着にそれぞれ変更していた。2012年10月21日の京急蒲田駅高架化完成に伴い、2013年からは通常ダイヤとなっている。
- 大師線と本線は側線を介してつながっているが、定期営業運転はない。年末年始の終夜運転などの際や、車両点検などの際の新町検車区への回送、本線にある留置線からの出庫の際に使用されている。
- ホーム上にある発車標は、長らく本線が反転フラップ式（パタパタ式）、大師線がLED式だった。京急線内での反転フラップ式発車標は当駅が最後の稼働駅となっていたが[6]、2022年2月12日未明の終電後に撤去され、LCD式に置き換えられた[6][7]。
- ホームの番号は7番線まであり、京急では最も番線が多い駅である（次に多いのは京急蒲田駅の6番線）。
- 当駅に停車する本線下り「イブニング・ウィング号」は乗車専用となっている[5]。また、当駅発のWing Ticket（座席指定券）は「KQuick」でのインターネット購入のみ取り扱っており、当駅にWing Ticket発売機は設置されていない[5]。

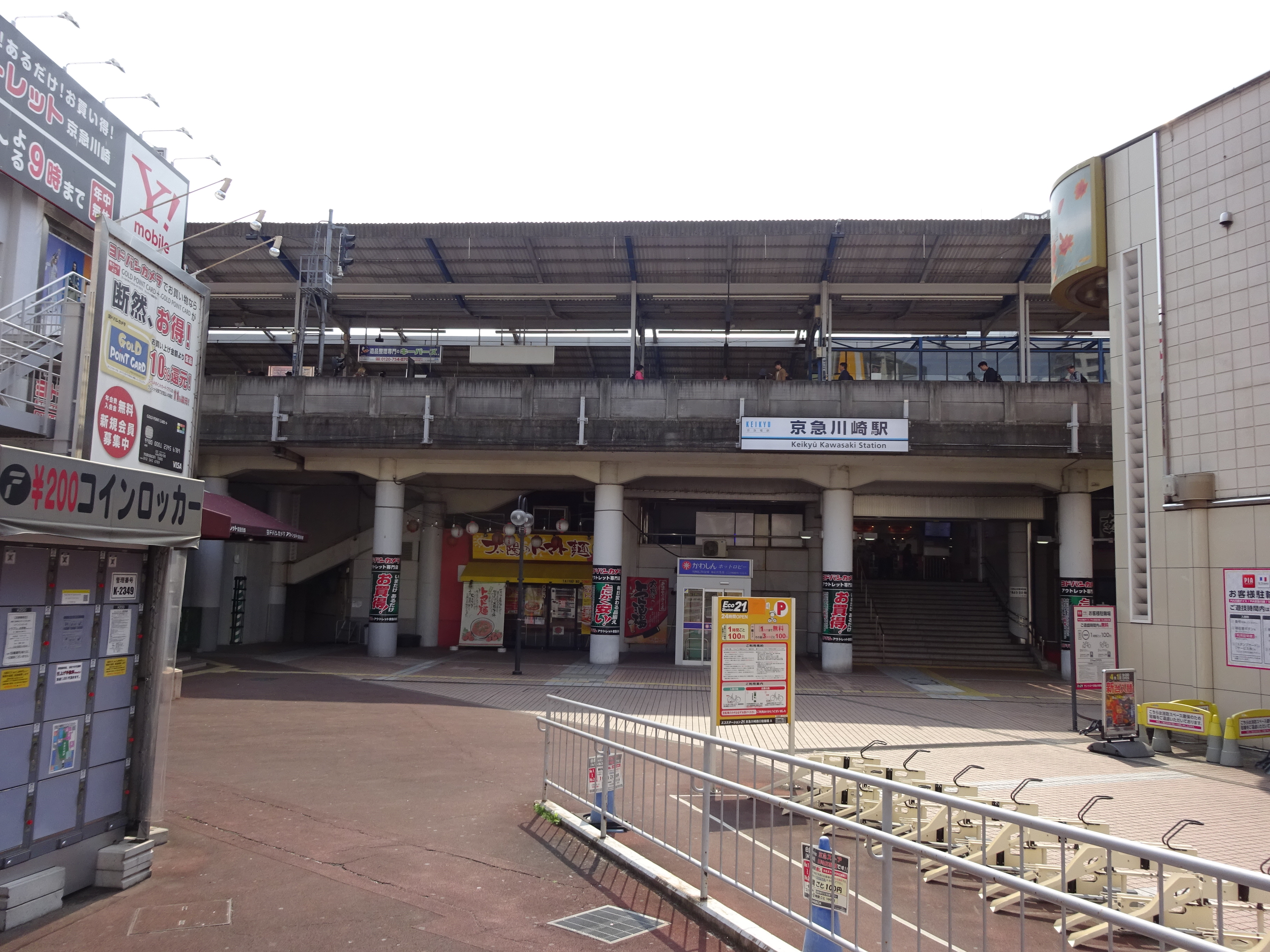
西口（2019年4月）
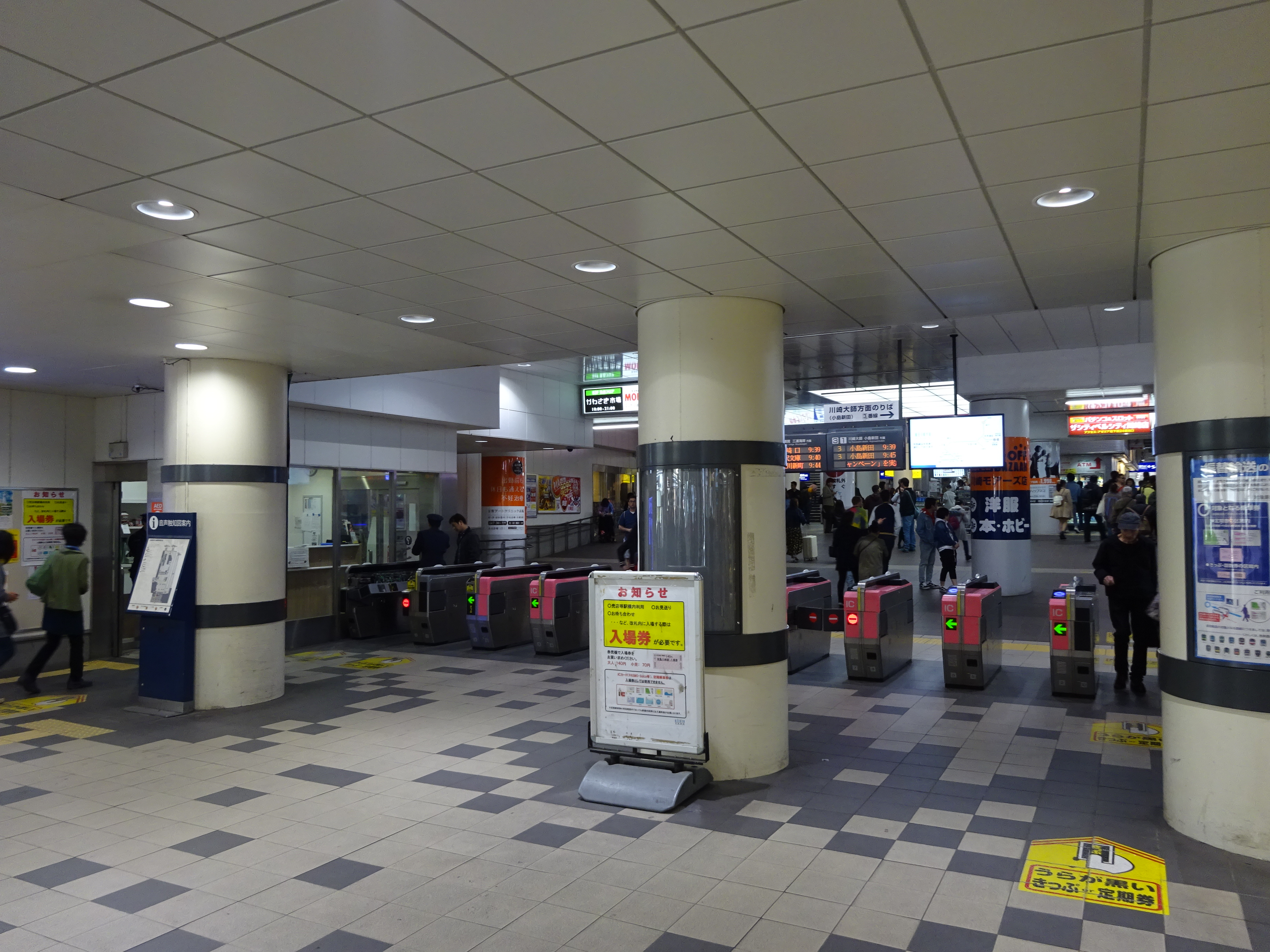
中央口改札（2019年4月）
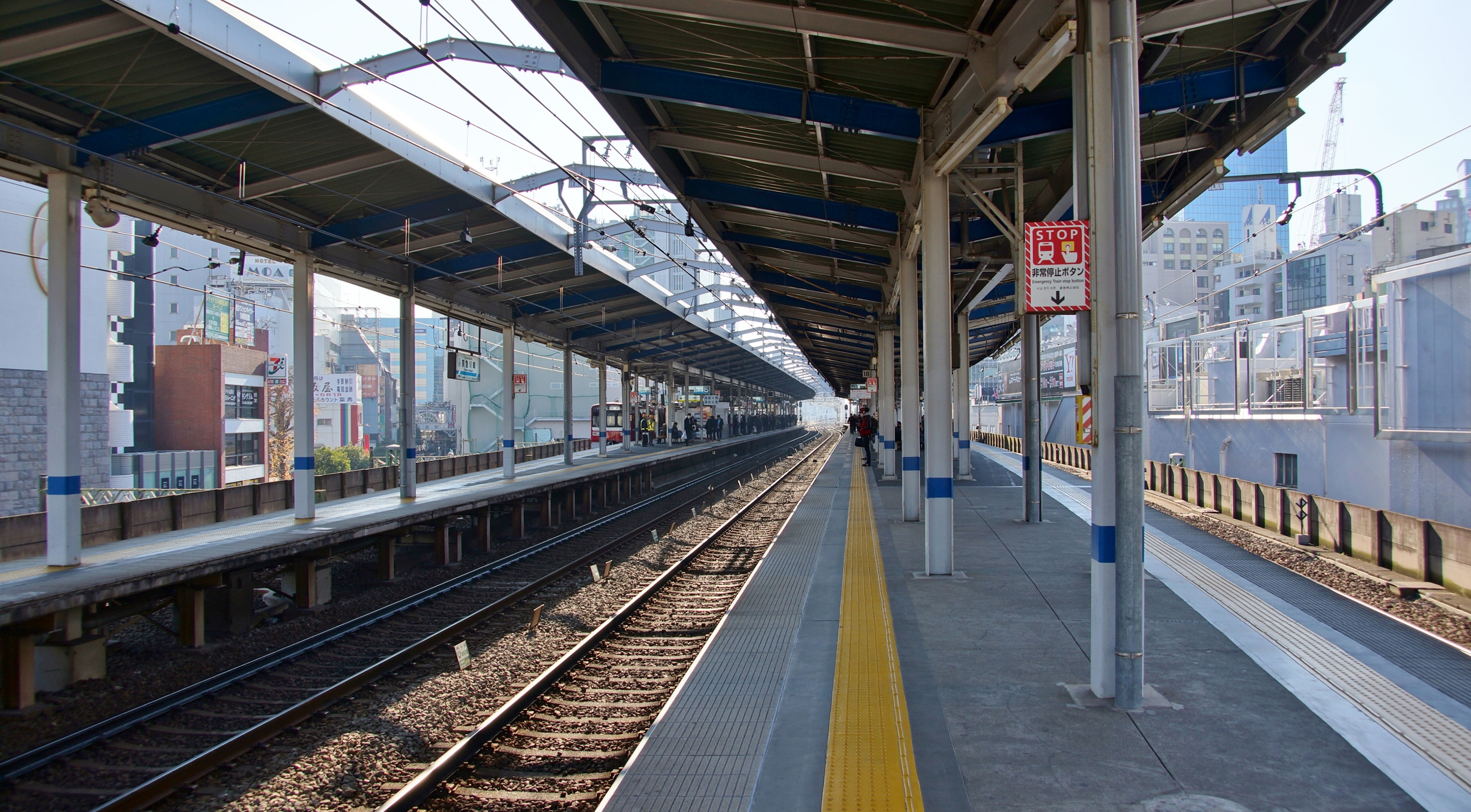
本線ホーム（2016年1月）
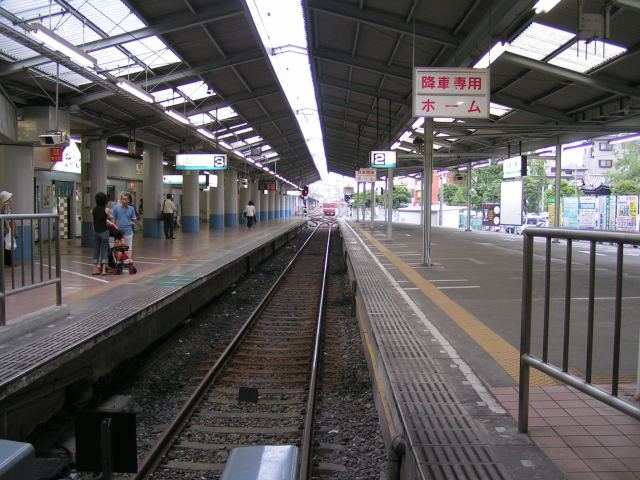
大師線ホーム（2005年8月）
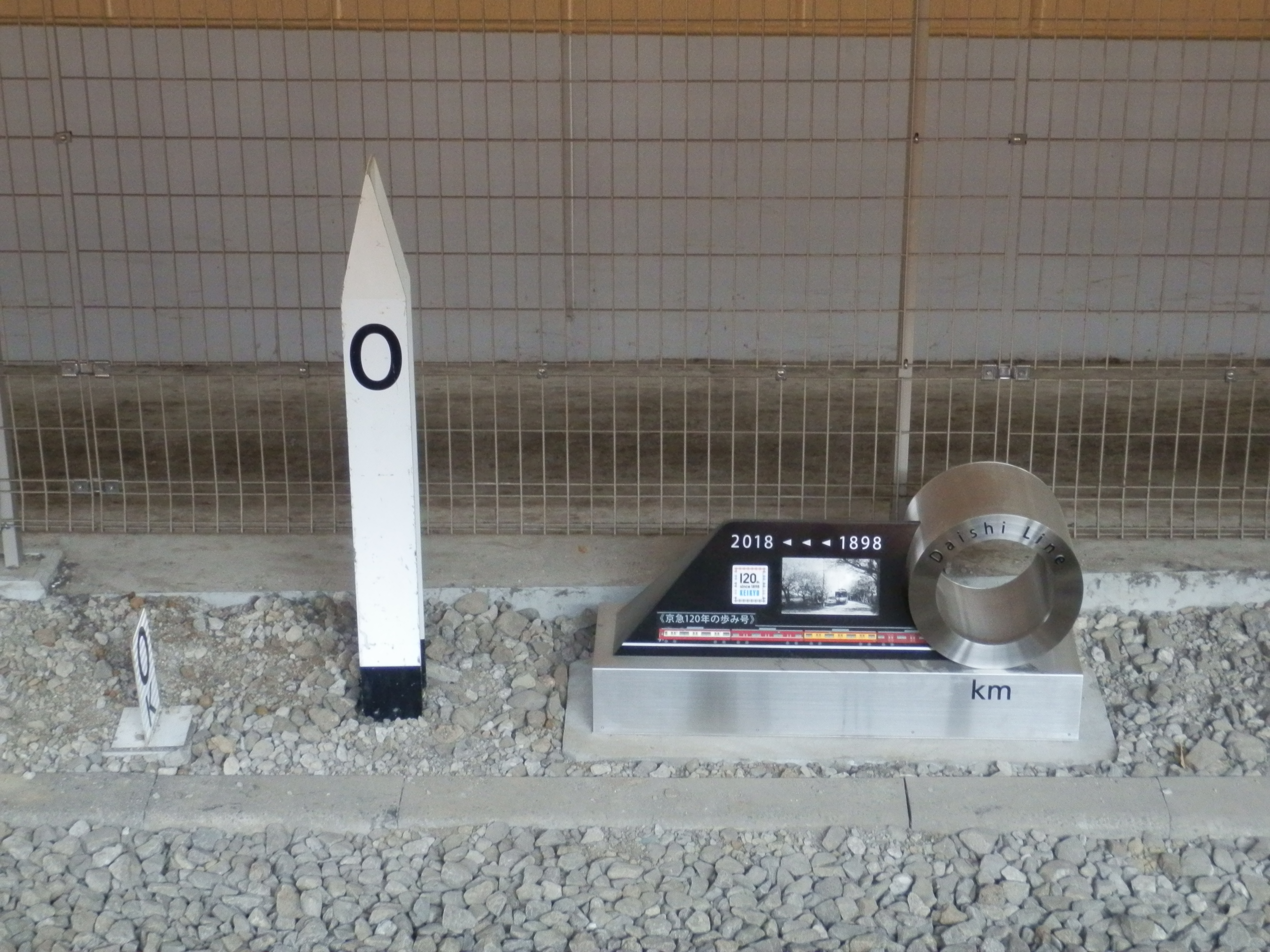
大師線0km距離標（2019年4月）
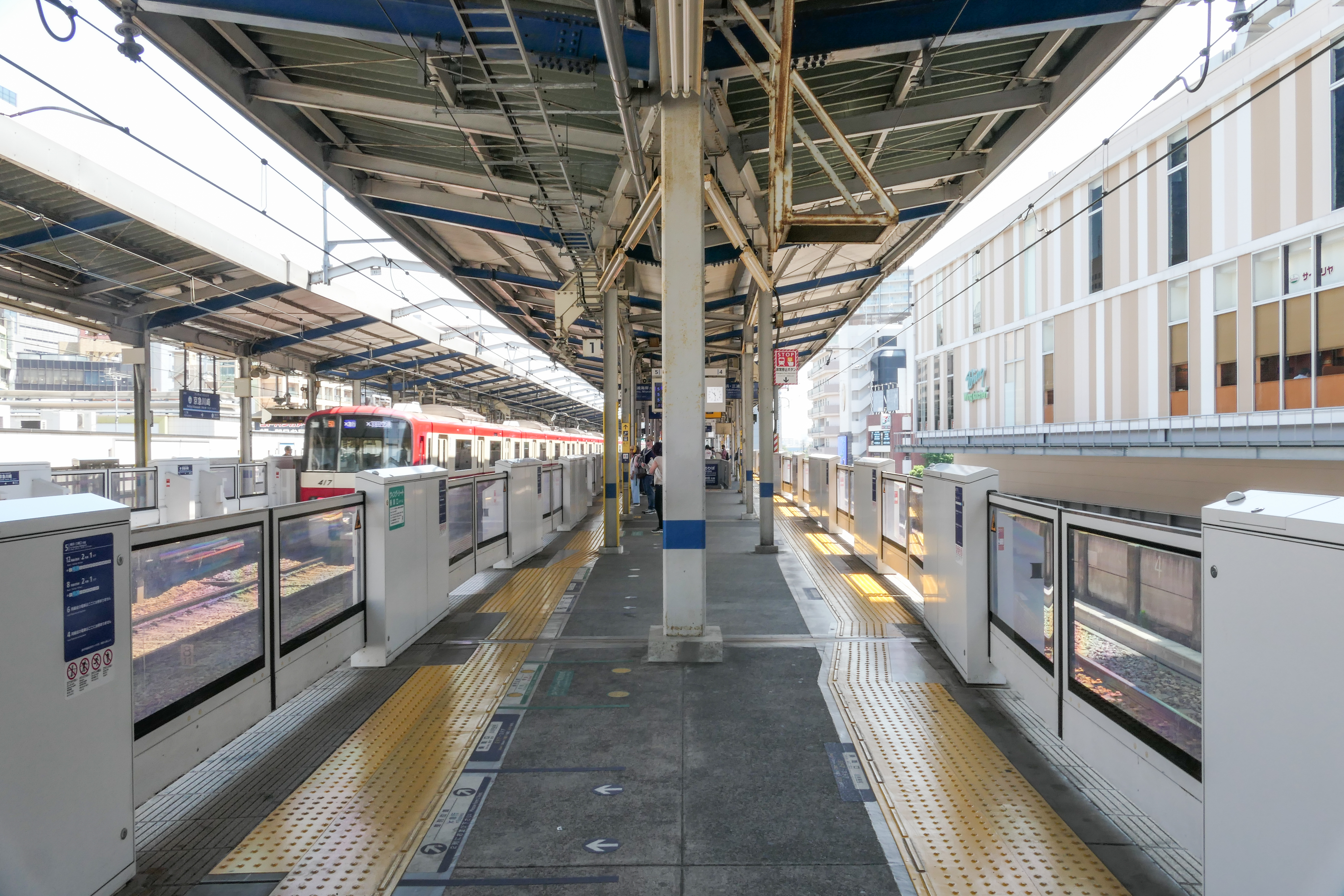
ホームドア設置後の本線ホーム（2023年7月）
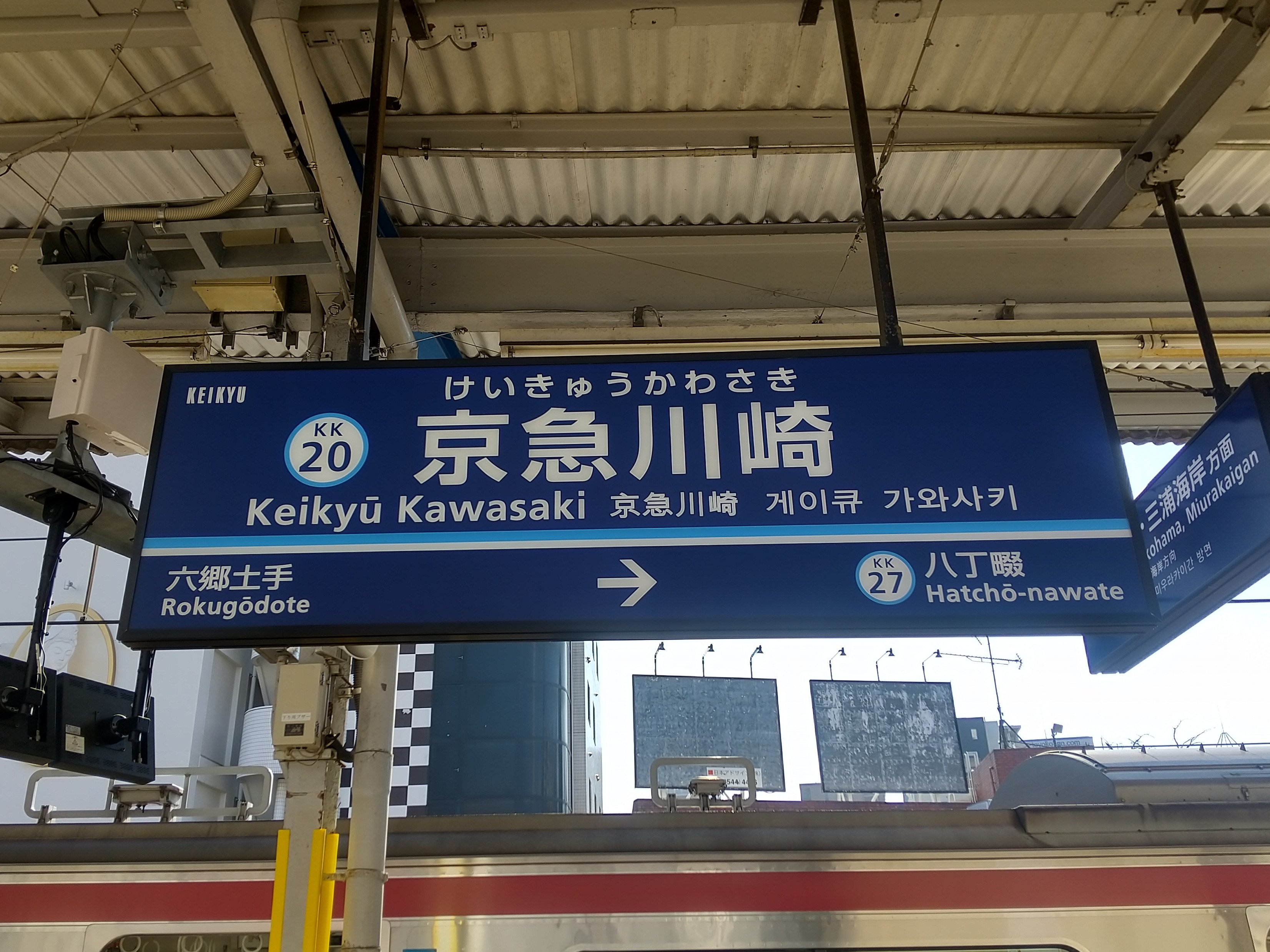
本線下りホーム 駅名標（2021年2月）
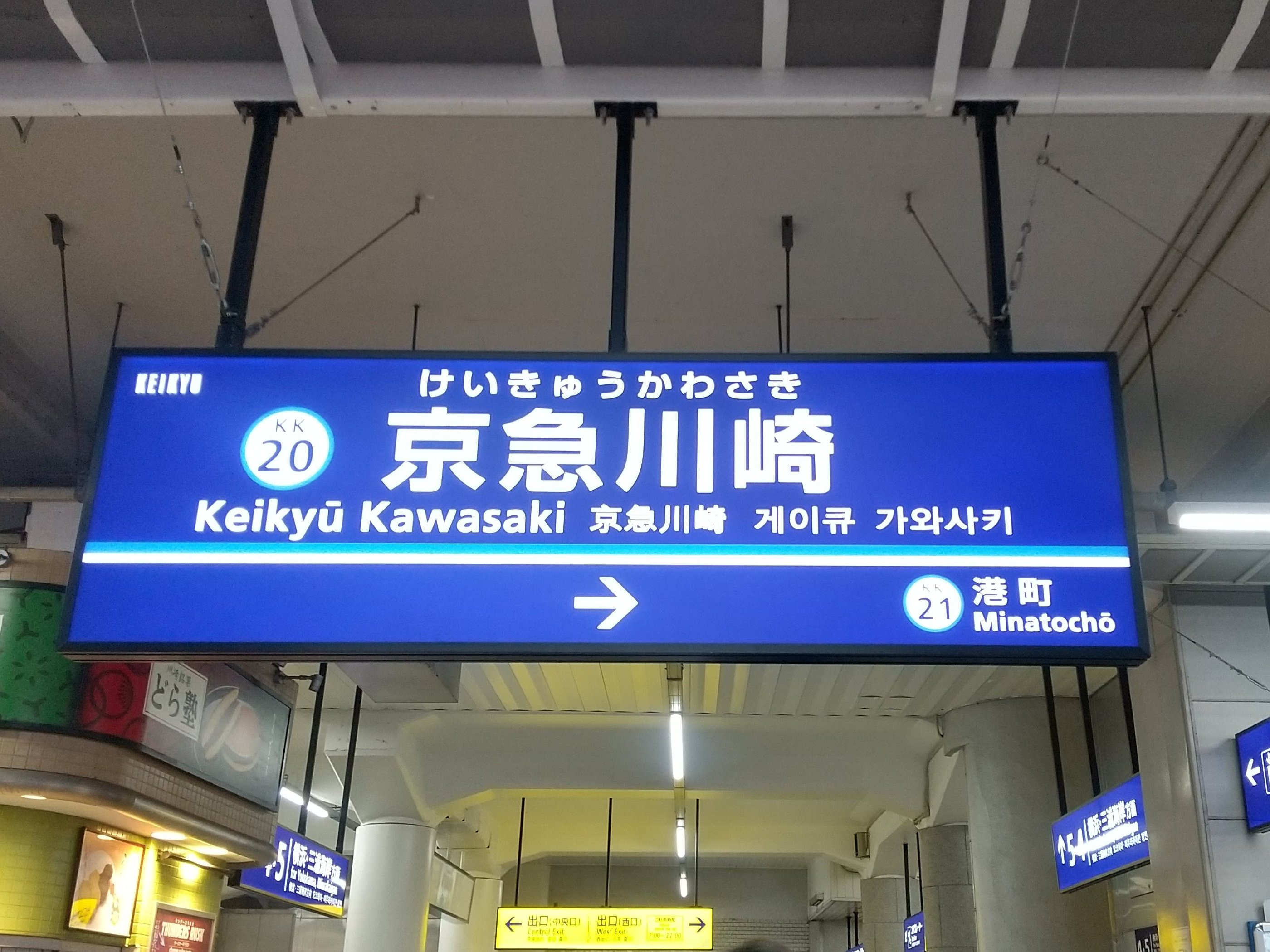
大師線ホーム 駅名標（2021年2月）

### のりば
| 番線       | 路線   | 方向 | 行先                               |
| ---------- | ------ | ---- | ---------------------------------- |
| 地上ホーム |        |      |                                    |
| 1          | 大師線 | -    | （定期列車は折り返し回送列車のみ） |
| 2          | 大師線 | -    | 降車専用ホーム（混雑時以外不使用） |
| 3          | 大師線 | 下り | 川崎大師・小島新田方面             |
| 高架ホーム |        |      |                                    |
| 4・5       | 本線   | 下り | 横浜・三浦海岸方面                 |
| 6・7       | 本線   | 上り | 羽田空港方面 / 品川方面            |

### 接近メロディ
2008年12月20日から、川崎市出身の坂本九の代表曲「上を向いて歩こう」をアレンジしたものを接近メロディとして使用している。メロディはスイッチの制作で、編曲は塩塚博が手掛けた。なお、メロディは本線ホームのみ導入されており、大師線ホームでは流れない。

### 分割・併合

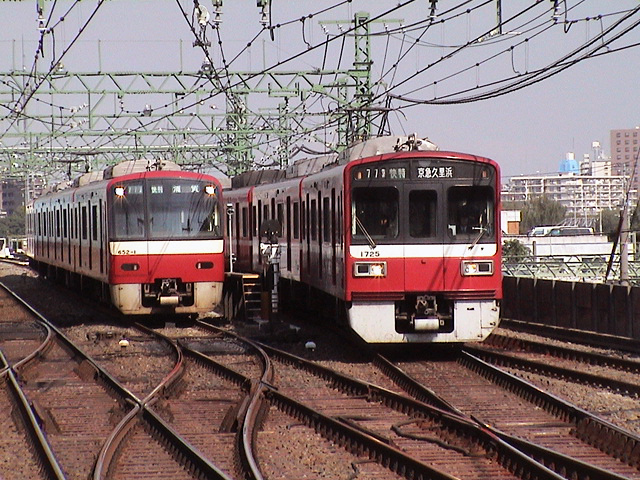
引き上げ線の羽田空港始発とそれを追い抜かす快特

京急の羽田空港ターミナル乗り入れ以前は都営浅草線直通急行の終着駅だったほか日中の新逗子方面行き急行（現在の急行とは異なる）の一部が折り返していた。2010年5月15日までのダイヤでは羽田空港発着の快特と品川・泉岳寺発着および都営浅草線直通快特の分割併合駅だった。
品川方の上下線の間に1本引き上げ線があり、当駅始発の普通や、羽田空港発の浦賀行と新逗子行4両編成増結時の待避に使用された。羽田空港を発着する4両編成の特急の列車番号末尾はすべて「D」だった。なお、この引き上げ線は、かつて都営線からの直通急行の折り返し線として使用していた。現在は品川 - 京急蒲田駅間の区間運転列車がこの引き上げ線を使用して折り返している。これは京急蒲田駅の構造上、京急蒲田で品川方面に折り返すことができないためである。また、同じく品川方の多摩川鉄橋上に折り返し用の渡り線が設置されており、新逗子方面行き急行はこちらを使って本線上で折り返していた。
下り線の増結時は京急蒲田を羽田空港始発4両編成が先に発車し、当駅手前で上下線の間にある引き上げ線に入線後一旦停車し、後続の快特（8両編成）を先に通してから、後ろ4両の増結を行なっていた。増結後は当駅 - 金沢文庫間を12両編成で運転し、羽田空港 - 当駅間で特急だった種別が快特となっていた。
逆に上り線では、金沢文庫から増結された12両の快特の後ろ4両を当駅で分割し、8両編成の快特発車直後、4両編成の特急羽田空港行に種別変更し発車していた。発車前に停止位置を少し移動していた。また、増結待ちのD特急が引き上げ線に停車中は横浜方からの当駅止まりの電車が引き上げ線を使用できないため、品川方の上り線本線の多摩川鉄橋上で一旦停車し、渡り線を経由し折り返していた。引き上げ線使用時は5番線に入線するが、上り本線で折り返す場合は4番線に入線する。5番線の普通と緩急接続する快特と特急は4番線を使用する。
なお朝方に運行される12両編成の下り特急列車は神奈川新町駅のホーム有効長が8両編成のため後4両が当駅止まりとして運行されるが、当駅では分割せずに後4両を回送扱いにした状態で12両編成のまま次の神奈川新町駅まで運行され同駅にて分割作業を行なう。

## 利用状況
2024年（令和6年）度の1日平均乗降人員は123,389人であり、京急線72駅の中では上大岡駅に続いて第4位である。
近年の1日平均乗降・乗車人員は下表の通りである。
| 年度               | 1日平均 乗降人員 | 1日平均 乗車人員 | 出典     |
| ------------------ | ---------------- | ---------------- | -------- |
| 1995年（平成07年） |                  | 58,310           | [ * 1 ]  |
| 1996年（平成08年） |                  | 55,486           |          |
| 1997年（平成09年） |                  | 54,067           |          |
| 1998年（平成10年） |                  | 57,149           | [ * 2 ]  |
| 1999年（平成11年） |                  | 52,161           | [ * 3 ]  |
| 2000年（平成12年） |                  | 52,099           | [ * 3 ]  |
| 2001年（平成13年） |                  | 52,537           | [ * 4 ]  |
| 2002年（平成14年） | 104,267          | 52,031           | [ * 5 ]  |
| 2003年（平成15年） | 106,264          | 52,802           | [ * 6 ]  |
| 2004年（平成16年） | 106,691          | 53,214           | [ * 7 ]  |
| 2005年（平成17年） | 108,019          | 53,911           | [ * 8 ]  |
| 2006年（平成18年） | 111,983          | 55,969           | [ * 9 ]  |
| 2007年（平成19年） | 115,323          | 57,240           | [ * 10 ] |
| 2008年（平成20年） | 117,282          | 58,359           | [ * 11 ] |
| 2009年（平成21年） | 116,073          | 57,743           | [ * 12 ] |
| 2010年（平成22年） | 115,036          | 57,246           | [ * 13 ] |
| 2011年（平成23年） | 113,634          | 56,403           | [ * 14 ] |
| 2012年（平成24年） | 114,311          | 56,760           | [ * 15 ] |
| 2013年（平成25年） | 118,034          | 58,577           | [ * 16 ] |
| 2014年（平成26年） | 120,030          | 59,560           | [ * 17 ] |
| 2015年（平成27年） | 122,931          | 60,913           | [ * 18 ] |
| 2016年（平成28年） | 126,304          | 62,665           | [ * 19 ] |
| 2017年（平成29年） | 129,351          | 64,108           | [ * 20 ] |
| 2018年（平成30年） | 131,920          | 65,353           | [ * 21 ] |
| 2019年（令和元年） | 132,524          | 65,502           | [ * 22 ] |
| 2020年（令和02年） | 97,300           |                  |          |
| 2021年（令和03年） | 103,024          |                  |          |
| 2022年（令和04年） | 112,923          |                  |          |
| 2023年（令和05年） | 119,655          |                  |          |
| 2024年（令和06年） | 123,389          |                  |          |

## 駅周辺
当駅と川崎駅の間と市役所方面にかけては商業地区が形成されている。西口周辺は小規模な歓楽街があり、東側には京急の所有する駐車場や変電所が大きな面積を占めている。
東日本旅客鉄道（JR東日本）の川崎駅までは200mほどの距離がある。川崎駅北口または中央口からは地上または地下通路（川崎アゼリア）を利用して徒歩で3-4分程度で乗り換えが可能である。京急線ホームからJR線ホームへはJR川崎駅北改札利用の場合で5-6分程度である。
川崎駅との連絡乗車券は発売されていない。例えば、羽田空港で南武線の矢向までの連絡乗車券を購入した場合は乗換駅が品川・横浜・八丁畷のいずれかとなり、当駅の改札機で当該連絡乗車券を投入した場合は前途無効として回収される。一方、当駅と川崎駅を乗換駅とする連絡定期券は2008年3月15日より発売を開始した。
2000年代に入ってから駅周辺の再開発が進んでいる。旧小美屋跡地にはTOHOシネマズ、TSUTAYAなどが入居する専門店ビルである川崎DICE、旧チネチッタ川崎は複合商業施設ラ チッタデッラとなり、商業地区の活性化が進んでいる。
また、京急の高架線が、川崎駅東口バスターミナル南東部を通過していることから、東口駅前広場の整備に合わせ、2009年頃より、高架下空間のバスターミナルとしての再整備、および2012年には車道の歩行者空間化が行われた。それに伴い、京急ストアも高架下へ移転した。
その後、大師線のホーム上空に人工地盤を設けて駅ビルが建て替えられ、ショッピングセンター「Wing」・ホテル京急EXイン・保育所等からなる京急川崎駅前ビルが2016年4月27日に開業した。
今後は、西口駅前の再開発が計画されており、京浜急行電鉄などによる高さ約120mのオフィスビルが2025年着工、2028年に竣工する予定となっている。

### 中央口
- アゼリア（川崎地下街）
- 川崎DICE
  - TSUTAYA 川崎駅前店
  - ユニクロ 川崎ダイス店
  - TOHOシネマズ 川崎
- 岡田屋モアーズ川崎店
  - BOOKOFF SUPER BAZAARモアーズ川崎店
- 京急ストア 京急川崎店（高架下）
- 川崎銀柳街
- 川崎駅東口バスターミナル

### 西口
- ヨドバシアウトレット京急川崎店（旧. ヨドバシカメラマルチメディア京急川崎）
- 城南予備校 川崎校
- 東横イン 京浜急行川崎駅前
- 東芝マイクロエレクトロニクス 半導体システム技術センター分室

## 隣の駅
京浜急行電鉄
 本線
- □「イブニング・ウィング号」停車駅（乗車専用）

■快特
京急蒲田駅 (KK11) - 京急川崎駅 (KK20) - 横浜駅 (KK37)
■特急
京急蒲田駅 (KK11) - 京急川崎駅 (KK20) - 神奈川新町駅 (KK34)
■急行
京急蒲田駅 (KK11) - 京急川崎駅 (KK20) - 京急鶴見駅 (KK29)
■普通
六郷土手駅 (KK19) - 京急川崎駅 (KK20) - 八丁畷駅 (KK27)
 大師線
京急川崎駅 (KK20) - 港町駅 (KK21)